# 周震鳞

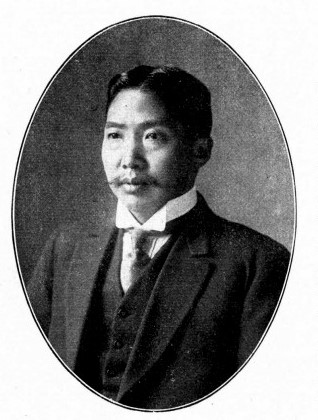
《民国之精华》中的周震鳞照片

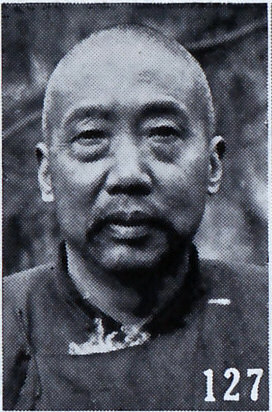
《最新支那要人传》中的周震鳞照片

周震鳞（1875年12月1日—1964年3月28日），字道腴，晚号苦行翁，湖南宁乡人，中国近代教育家、政治人物。

## 生平
周震鳞早年跟随叔父周理琴读书。1893年考中秀才。1897年（光緒23年）入武昌两湖书院，期间与黄兴结为好友。毕业后，任湖南高等学堂監督，後改任教務長。1903年（光緒29年），到私立明德学堂任教。他还曾经创办宁乡师范速成学校、修业学堂。1903年11月，与黄興、劉揆一、章士钊等人组织华兴会。1905年8月，周震鳞加入中国同盟会，任湘支部长。后前往日本法政大学学习。回国后任教于安徽公学、京师大学堂。
辛亥革命爆发前，周震鳞被上海的中国同盟会中部总会派往長沙参与策划起义。辛亥革命后，周震鳞出任湖南筹饷局局长兼軍务帮办。1913年，当选中华民国第一届国会参议员。1916年国会复会后，继续担任参议员。1917年任广州国会非常会议参议员，同年9月任大元帅府参议。1921年出任中国国民党广东支部总务部部长、湖南驻粤代表。1922年国会第二次复会后又继续任参议员。南京国民政府成立后，1927年9月任国民政府委员。1928年，国民革命軍北伐攻占北京后，周震鳞赴北京，负责接收北京政府的大总统府、国務院及各政府机关。同年10月，周震鳞任立法院立法委员。其後，任私立北平民国学院院长。周震鳞擅长书法，尤擅篆書。
1932年（民国21年）2月，任監察院熱察綏区監察使。1933年2月，复任国民政府委員。1944年（民国33年）7月，任国民政府顧問。1945年5月，当选中国国民党第六届中央監察委員。1949年（民国38年）8月，湖南省的程潜、陳明仁举行起义投向中国共产党方面，周震鳞参加。
中華人民共和国成立後，周震鳞寓居北京，并担任全国人大代表、全国政协委员、中国国民党革命委员会团结委员等职。1964年，周震鳞在北京逝世，享年90岁。

## 家庭
周震鳞的长女周世贤为书画家、北京市文史研究馆馆员。教育家周世钊为周震鳞的族侄。